# Haliophasma
Haliophasma är ett släkte av kräftdjur. Haliophasma ingår i familjen Anthuridae.

## Dottertaxa tillHaliophasma, i alfabetisk ordning[1]
- Haliophasma adinae
- Haliophasma alaticauda
- Haliophasma antarctica
- Haliophasma austroafricanum
- Haliophasma barnardi
- Haliophasma beaufortia
- Haliophasma blandfordia
- Haliophasma canale
- Haliophasma caprii
- Haliophasma coronicauda
- Haliophasma cribense
- Haliophasma curri
- Haliophasma cycneum
- Haliophasma dakarensis
- Haliophasma darwinia
- Haliophasma dillwynia
- Haliophasma elongatum
- Haliophasma falcatum
- Haliophasma foveolata
- Haliophasma geminata
- Haliophasma hermani
- Haliophasma macrurum
- Haliophasma mjoelniri
- Haliophasma mombasa
- Haliophasma novaezelandiae
- Haliophasma palmatum
- Haliophasma pinnatum
- Haliophasma platytelson
- Haliophasma poorei
- Haliophasma profunda
- Haliophasma pseudocarinata
- Haliophasma pugnatum
- Haliophasma purpureum
- Haliophasma schotteae
- Haliophasma swainsonia
- Haliophasma syrtis
- Haliophasma templetonia
- Haliophasma transkei
- Haliophasma tricarinata
- Haliophasma yarra